# (2759) Idomeneus
(2759) Idomeneus ist ein Asteroid aus der Gruppe der Jupiter-Trojaner. Damit werden Asteroiden bezeichnet, die auf den Lagrange-Punkten auf der Bahn des Jupiter um die Sonne laufen. (2759) Idomeneus wurde am 14. April 1980 von Edward L. G. Bowell entdeckt.
Der Asteroid wurde nach Idomeneus, einem griechischen Krieger des Trojanischen Krieges, benannt.